# Leo Sotorník
Leo Sotorník (11. dubna 1926 Ostrava – 14. března 1998 Praha) byl český a československý gymnasta, olympionik, který získal bronzovou medaili z Olympijských her. V Londýně 1948 získal bronzovou medaili za přeskok. Byl účastníkem také LOH 1952.